# Amblyeleotris latifasciata
Amblyeleotris latifasciata là một loài cá biển thuộc chi Amblyeleotris trong họ Cá bống trắng. Loài cá này được mô tả lần đầu tiên vào năm 1979.

## Từ nguyên
Từ định danh latifasciata được ghép bởi hai âm tiết trong tiếng Latinh: latus (“rộng rãi”) và fasciata (“có sọc”), hàm ý đề cập đến độ rộng của các sọc trên cơ thể của loài cá này so với nhiều loài .

## Phạm vi phân bố và môi trường sống
A. latifasciata có phân bố rải rác trên vùng Ấn Độ Dương - Thái Bình Dương, bao gồm Sri Lanka, quần đảo Andaman, Myanmar và Thái Lan, đến bờ biển Sabah (Malaysia), đảo Bali và tỉnh Tây Papua (Indonesia), với Philippines. Ảnh chụp được cho là A. latifasciata ở Réunion chưa được xác minh.
A. latifasciata sinh sống trên nền cát và đá vụn của rạn san hô, độ sâu khoảng 5–40 m.

## Mô tả
Chiều dài cơ thể lớn nhất được ghi nhận ở A. latifasciata là 13 cm. Đầu và thân màu trắng xám với 5 khoanh sọc dày màu đỏ nâu, lấm chấm xanh lam nhạt, cam và nâu (chủ yếu ở lưng). Đầu có các đốm tròn màu nâu và xanh trên má và nắp mang. Vây lưng màu trắng xanh, vây trước có đốm đỏ viền xanh và sọc, vây sau có các hàng sọc xanh lam nhạt với hàng đốm cam tươi dọc rìa vây. Vây hậu môn có dải nâu ở gốc, với 2 hoặc 3 sọc xanh nhạt ở gần biên. Vây đuôi có viền đỏ với các vệt đỏ viền xanh theo các tia vây.
Số gai vây lưng: 7; Số tia vây lưng: 13; Số gai vây hậu môn: 1; Số tia vây hậu môn: 13; Số gai vây bụng: 1; Số tia vây bụng: 5; Số tia vây ngực: 20.

## Sinh thái
A. latifasciata sống cộng sinh với tôm gõ mõ Alpheus.

## Thương mại
A. latifasciata là một thành phần trong ngành buôn bán cá cảnh.